# 64番街
『64番街』 (64ばんがい、64th Street: A Detective Story) は、ジャレコより1991年に稼働されたアーケード用ベルトスクロールアクションゲーム。

## 概要
私立探偵のリックとその助手のアレンを操作し、誘拐された社長令嬢を救出するために戦うベルトスクロールアクションゲームである。特徴として、敵を掴んだ後にレバーを上に入力しながら攻撃すると画面奥の壁に向かって敵を投げる事ができ、また2人同時プレイ時に協力攻撃を繰り出す事が可能な点が挙げられる。
開発は『ファンタズム』を手掛けたシーピーブレインが行った。本作の開発スタッフは後にTwitterにて、「『64番街』は『ファイナルファイト』の亜流ではなく、『ベアナックル1』のオマージュである」「当初は『ファイナルファイト』のフォローをするつもりであったが、苦手であったため『ベア・ナックル』フォロワーとした」といった旨の発言をしている。

## ゲーム内容
他のベルトスクロールアクションゲームと同様に奥行きのあるステージを敵を倒しながら奥へと進み、ボスキャラクターを倒すとステージクリアとなる。全6ステージ。ゲーム開始時に、1人プレイの場合はリックとアレンの2人のキャラクターのうちどちらかを選び、2人同時プレイの場合は1P側はリック、2P側はアレンに固定となる。
1レバーと2ボタンでキャラクターを操作、レバーでキャラクターを動かし、Aボタンで攻撃、Bボタンでジャンプ、AボタンとBボタンを同時押しする事でライフを消費し必殺技を出す。他に、レバーとボタンを組み合わせる事でキャラクター固有の技を出したり、後ろ攻撃を繰り出したりできる。
敵と接触すると敵を掴む事ができるが、この時レバーを上に入力しながら攻撃ボタンを押すと、敵を画面奥へと放り投げる事ができる。壁に向かって投げつければ壁が壊れアイテムが出現し、海や線路といった壁のない場所に敵を投げれば、一撃で敵を倒す事ができる。また、2人同時プレイの際、敵を掴む要領でリックとアレンの2人が接触すると組み合い、協力攻撃を行う事ができる。
敵の攻撃を受けライフが無くなると1ミス、残機が全て無くなるとゲームオーバー。クレジットを投入しコンティニューするとキャラクターを選んだ後その場で復活する。

### アイテム
回復アイテム(食べ物系)
肉や食パンといったアイテム。ボックスの中や壁の中に隠れている。取るとライフが回復する。
得点アイテム(小物系)
本やパイプといったアイテム。ボックスの中や壁の中に隠れている。取るとスコアが増える。
攻撃アイテム(武器系)
スパナや鉄パイプといったアイテム。ボックスの中に隠れている。敵を殴りつけて攻撃する。攻撃を当てると相手をダウンさせる事ができる。

## ステージ構成
STAGE1 - 64th STREET
ストリートを進んでいき、バス車内でボスと戦う。ボスはハンマーを持った大男。ハンマーで地面を殴り地響きを起こしてくる。
STAGE2 - SMUGGLER'S WHARF
港→船内と進んでいく。海に向かって敵を放り投げれば一撃で敵を倒す事が可能。ボスは片手がフック、片足が義足の船長風の男。
STAGE3 - RAILROAD YARD
前半は車両の上で戦う。敵を線路に放り投げれば一撃で敵を倒す事が可能。後半は格納庫らしき場所を進む。ボスは2人組のレスラー風の男。回転タックルで攻撃してくる。
STAGE4 - SECRET FACTORY
工場を進む。ボスはロボット。腕を伸ばしての殴り攻撃をしてくる他、投げようとすると重いために投げられず、こちらがダメージを受けてしまう。
STAGE5 - THE HEADQUARTERS
建物内を進む。道中でステージ2ボスとステージ3ボスが再登場してくる。ボスは最初はホテルマン風の恰好をしているが、戦闘が始まると歌舞伎風の恰好になり襲ってくる。
STAGE6 - LAST LEVEL
飛行船内を進む。最終ボスはステージ4ボスのロボットを2体引き連れており、自身はキューで殴りつけてきたり、回転キックを仕掛けてくる。

## プレイヤーキャラクター
リック(RICK)
35歳。探偵事務所を経営している探偵。パワータイプで、素手、投げ、武器と全ての攻撃がアレンより高威力。固有技はダメージの大きい大パンチを繰り出す。
アレン(ALLEN)
19歳。リックの助手。昔は不良であったが、リックの手により更生していく。スピードタイプで、攻撃力は落ちるものの動作が素早い。固有技は素早いショルダータックル。

## 移植版
| No. | タイトル | 発売日         | 対応機種                      | 開発元           | 発売元     | メディア                              | 型式 | 備考 |
| --- | -------- | -------------- | ----------------------------- | ---------------- | ---------- | ------------------------------------- | ---- | ---- |
| 1   | 64番街   | 2020年10月29日 | PlayStation 4 Nintendo Switch | シーピーブレイン | ハムスター | ダウンロード (アーケードアーカイブス) | -    |      |

## スタッフ
- エグゼクティブプロデューサー:T.TAKEMORI(竹森得泰)
- ディレクター:SIGERU HASHIMOTO
- プランニング:Y.HIROYAMA
- プログラム:MANBOU、SIN FUZIHIRO
- BG デザイン:HELLUDER、REIKO TAKANO、YAMAGATA TSUBASA、GARADOU
- キャラクターデザイン:MAMORU HORIKOSHI、SHIGERU HASHIMOTO
- ハイパーアドバイザー:MYAA
- サウンド:YOKOYAMA(横山清)、STUDIO O.K
- スペシャルサンクス:STUDIO SANBO、MIYUKI CHAN、SELECT、ABEMASA、ANIKI、CHiN

## 関連作品
- 破兆(1989年) -エイコム開発、ジャレコ発売のアーケード用ベルトスクロールアクションゲーム。 こちらは敵を画面手前に向かって投げる事ができる。
- ラッシング・ビートシリーズ(1992年 - 1993年) - ジャレコが独自に開発・発売したスーパーファミコン用ベルトスクロールアクションゲーム。